# Симкинское сельское поселение
Симкинское се́льское поселе́ние — муниципальное образование в Большеберезниковском районе Мордовии Российской Федерации.
Административный центр — село Симкино.

## История
Статус и границы сельского поселения установлены Законом Республики Мордовия от 1 декабря 2004 года № 95-З «Об установлении границ муниципальных образований Большеберезниковского муниципального района, Большеберезниковского муниципального района и наделении их статусом сельского поселения и муниципального района».

## Население
| 2002 | 2010 | 2012 | 2013 | 2014 | 2015 | 2016 |
| ---- | ---- | ---- | ---- | ---- | ---- | ---- |
| 554  | ↘438 | ↘426 | ↘421 | ↘405 | ↘385 | ↘370 |
| 2017 | 2018 | 2019 | 2020 | 2021 |      |      |
| ↘368 | ↘355 | ↘344 | ↘341 | ↘321 |      |      |

## Состав сельского поселения
| № | Населённый пункт       | Тип населённого пункта       | Население |
| - | ---------------------- | ---------------------------- | --------- |
| 1 | Симкино                | село, административный центр | ↘399      |
| 2 | Симкинское лесничество | посёлок                      | ↘39       |